# Bundesstraße 169
De Bundesstraße 169 (ook wel B169) is een bundesstraße in de Duitse deelstaten Saksen en Brandenburg.
De B169 verbindt bij Neuensalz via Auerbach, Aue, Stollberg, Chemnitz, Frankenberg, Riesa, Elsterwerda en Senftenburg met Cottbus. De B169 is ongeveer 257 kilometer lang.

## Hoofdbestemmingen
- Neuensalz
- Auerbach
- Schneeberg
- Aue
- Stollberg
- Chemnitz
- Frankenberg
- Döbeln
- Riesa
- Elsterwerda
- Senftenberg
- Cottbus

B1 · B2 · B4 · B5 · B75 · B76 · B77 · B87 · B96 · B96a · B96b · B97 · B101 · B102 · B103 · B104 · B105 · B106 · B107 · B108 · B109 · B110 · B111 · B112 · B112n · B113 · B115 · B122 · B156 · B158 · B166 · B167 · B168 · B169 · B179 · B182 · B183 · B187 · B188 · B189 · B190n · B191 · B192 · B193 · B194 · B195 · B196 · B197 · B198 · B199 · B200 · B201 · B202 · B203 · B204 · B205 · B206 · B207 · B208 · B209 · B246 · B320 · B321 · B404 · B430 · B431 · B432 · B434 · B435 · B495 · B501 · B502 · B503
B1 · B2 · B4 · B6 · B6n · B7 · B19 · B27 · B62 · B71 · B71n · B79 · B80 · B81 · B84 · B85 · B86 · B87 · B88 · B89 · B90 · B91 · B92 · B93 · B94 · B95 · B96 · B97 · B98 · B99 · B100 · B101 · B107 · B115 · B156 · B169 · B170 · B171 · B172 · B172a · B172b · B173 · B174 · B175 · B176 · B178 · B180 · B181 · B182 · B183 · B183a · B184 · B185 · B186 · B187 · B187a · B188 · B189 · B190 · B190n · B242 · B243 · B244 · B245 · B245a · B246 · B246a · B247 · B248 · B248a · B249 · B250 · B278 · B280 · B281 · B282 · B283 · B285